# Daedalea sulcata
Daedalea sulcata är en svampart som först beskrevs av Miles Joseph Berkeley, och fick sitt nu gällande namn av Leif Ryvarden 1977. Daedalea sulcata ingår i släktet Daedalea och familjen Fomitopsidaceae.   Inga underarter finns listade i Catalogue of Life.